# Роксі (Міссісіпі)
Роксі (англ. Roxie) — місто (англ. town) в США, в окрузі Франклін штату Міссісіпі. Населення — 469 осіб (2020).

## Географія
Роксі розташоване за координатами 31°30′17″ пн. ш. 91°4′3″ зх. д. / 31.50472° пн. ш. 91.06750° зх. д. (31.504635, -91.067511).  За даними Бюро перепису населення США в 2010 році місто мало площу 2,93 км², уся площа — суходіл.

## Демографія
Згідно з переписом 2010 року, у місті мешкало 497 осіб у 180 домогосподарствах у складі 131 родини. Густота населення становила 170 осіб/км².  Було 215 помешкань (73/км²).
Расовий склад населення:
| - 61,0 % — чорних або афроамериканців - 38,2 % — білих |

До двох чи більше рас належало 0,8 %. Частка іспаномовних становила 0,0 % від усіх жителів.
За віковим діапазоном населення розподілялося таким чином: 30,4 % — особи молодші 18 років, 58,9 % — особи у віці 18—64 років, 10,7 % — особи у віці 65 років та старші. Медіана віку мешканця становила 34,5 року. На 100 осіб жіночої статі у місті припадало 89,0 чоловіків;  на 100 жінок у віці від 18 років та старших — 77,4 чоловіків також старших 18 років.
Середній дохід на одне домашнє господарство  становив 46 345 доларів США (медіана — 29 821), а середній дохід на одну сім'ю — 52 698 доларів (медіана — 34 226). За межею бідності перебувало 31,2 % осіб, у тому числі 66,1 % дітей у віці до 18 років та 6,4 % осіб у віці 65 років та старших.
Цивільне працевлаштоване населення становило 214 особи. Основні галузі зайнятості: освіта, охорона здоров'я та соціальна допомога — 24,8 %, сільське господарство, лісництво, риболовля — 16,8 %, роздрібна торгівля — 15,4 %.